# Zamarte (powiat sępoleński)
Zamarte – wieś w Polsce, w województwie kujawsko-pomorskim, w powiecie sępoleńskim, w gminie Kamień Krajeński.
W latach 1975–1998 miejscowość należała administracyjnie do województwa bydgoskiego.
Według Narodowego Spisu Powszechnego (III 2011 r.) liczyła 622 mieszkańców. Jest trzecią co do wielkości miejscowością gminy Kamień Krajeński.

## Historia
Miejscowość wzmiankowana w 1354 pod nazwą Jacobsdorf, jako własność rycerska w komturstwie człuchowskim. Położona jest przy drodze z Chojnic do Sępólna Krajeńskiego (droga krajowa nr 25), na niewielkich wzniesieniach, na których usytuowane są: na zachód od drogi – dawny zespół klasztorny, na wschód – zespół dworski. Na wschodniej części wzgórza klasztornego znajduje się grodzisko z X–XII wieku, owalne, pierścieniowe, z czytelnym obrysem wałów. Na północ od miejscowości rzeka Kamionka wypływa z jeziora Zamarte. W zaborze pruskim (do 1908 Zamarte, od 1909 Bonstetten), podczas okupacji niemieckiej ponownie niem. Bonstetten.
W 1570 roku miejscowość należała do Adama Trebnica herbu Poraj, w 1633 była w posiadaniu Samuela Żalińskiego. Kolejnym właścicielami byli Potuliccy. Około 1723 roku wieś przejął kasztelan chełmiński Andrzej Teodor Grabowski, a w 1772 właścicielem był Adam Grabowski, w tym czasie miejscowość liczyła 114 mieszkańców, wszyscy byli katolikami. Do 1617 roku kościół w Zamartym był filią parafii w Niwach. Kościół Zamarcki był murowany, przy zachodniej fasadzie znajdowała się drewniana dzwonnica. W kościele znajdowały się trzy ołtarze, w ołtarzu głównym był wizerunek Matki Boskiej Częstochowskiej. W 1747 roku Jan Michał Grabowski sprowadził do Zamartego bernardynów, mieli oni być strażnikami cudownej statuetki N.M.P. umieszczonej w lewym bocznym ołtarzu, której kult się szerzył od XVII wieku. Budowę nowego, murowanego kościoła w Zamartym rozpoczęto w 1752, a ukończono w 1779 roku. W 1772 roku zamarcki konwent liczył 12 ojców i 4 braci
20 października 1958 powołano Komitet Budowy Szkoły w Zamartem. Nowy budynek miał zostać wybudowany w ramach akcji Tysiąc szkół na Tysiąclecie Państwa Polskiego. Prace budowlane rozpoczęto 20 stycznia 1959; budynek został oddany do użytku 2 sierpnia tego samego roku, jako druga tysiąclatka w kraju. Głównym fundatorem (ponad 1 mln zł) było Bydgoskie Zjednoczenie Budownictwa Terenowego. 7 maja 1960 w ramach akcji Tysiąc drzew na Tysiąclecie Państwa Polskiego młodzież szkolna pod okiem inżynierów leśnictwa z Bydgoszczy zasadziła 180 drzew i 12 krzewów (buki i cisy) na boisku i terenie przed szkołą. Sadzonki sprowadzono z Bydgoszczy.

## Części miejscowości
| SIMC    | Nazwa           | Rodzaj             |
| ------- | --------------- | ------------------ |
| 0087946 | Jakubowo        | część miejscowości |
| 0087952 | Osady Zamarckie | część miejscowości |

## Kościół i klasztor
W 1766 kasztelan Jan Grabowski ufundował kościół pw. Narodzenia Najświętszej Marii Panny, którego architekci wzorowali się na barokowej świątyni Jezuitów w Chojnicach. Prace budowlane wewnątrz kościoła przez kilka lat wykonywali rzemieślnicy z Czech, którym świątynia zawdzięcza swój rokokowy wygląd. Jego wnętrze przypomina bogato zdobione świątynie bawarskie. Budynek klasztorny budowano w latach 1752–1759.
9 lipca 1780 kościół konsekrował bp Fabian Franciszek Pląskowski, sufragan chełmiński. W 1826 klasztor uległ kasacie, a w 1842 umieszczono w budynku klasztornym księży emerytów. Klasztor pełnił rolę domu Księży Emerytów do 1 lipca 1994, kiedy biskup pelpliński Jan Bernard Szlaga powierzył kościół, klasztor i duszpasterstwo parafialne Warszawskiej Prowincji Karmelitów Bosych. Od 19 grudnia 1994 klasztor jest siedzibą Nowicjatu Warszawskiej Prowincji Karmelitów Bosych. Kapituła Prowincjalna w 1999 podniosła klasztor w Zamartem do rangi przeoratu.

## Stacja hodowli ziemniaka
Hodowla ziemniaka ma długą tradycję na terenie miejscowości. Już w czasach przed II wojną światową tutejszy majątek prowadził hodowlę tej rośliny na nasiona drogą selekcji krzakowej. W 1946 zgromadzono w Zamartem poniemiecki materiał hodowlany z kilku ośrodków na Pomorzu i przystąpiono do rozwoju prac doświadczalnych. Do roku 2011 opracowano tutaj 90 odmian ziemniaków (40% aktualnie uprawianych w Polsce odmian jadalnych). Kolejne przemiany organizacyjne ośrodka przedstawiały się następująco:
- od 1946 – Stacja Hodowli Roślin Zamarte podlegająca Państwowym Zakładom Hodowli Roślin w Warszawie,
- od 1 stycznia 1951 – Stacja Hodowlano-Badawcza w ramach Instytutu Hodowli i Aklimatyzacji Roślin,
- od 1966 – Zakład Doświadczalny Ziemniaka Zamarte – część Instytutu Ziemniaka w Boninie (od 1973 z siedzibą w Nieżychowicach),
- od 1993 – wydzielony jako Zakład Naukowo-Hodowlany Zamarte,
- od 1997 – ponownie w strukturze IHAR, jako Zakład Doświadczalny Hodowli i Aklimatyzacji Roślin Zamarte,
- od 20 marca 2000 – Hodowla Ziemniaka Zamarte Sp. z o.o. – jedna z trzech spółek grupy IHAR[8].

## Sport
Od roku 2010 działa Ludowy Zespół Sportowy Zamarte. Jest to reaktywacja byłego klubu z Zamartem, który działał pod nazwą Zryw. Co roku organizowane są turnieje o Puchar Proboszcza w święto Matki Bożej Szkaplerznej, które przypada 15 lipca.